# Brott och heder
Brott och heder (portugisiska: DNA do Crime) är en brasiliansk kriminaldramaserie som hade premiär på Netflix den 14 november 2023. Serien som är skapad av Heitor Dhalia och Leonardo Levis är baserad på verkliga fall. En andra säsong hade premiär den 3 juni 2025.

## Handling
I serien följer polisen ett DNA-spår som leder utanför Brasiliens gränser.

## Rollista (i urval)
- Maeve Jinkings – Suellen
- Rômulo Braga – Benício
- Thomas Aquino – Sem Alma
- Pedro Caetano – Rossi
- Larissa Bocchino – Suely
- Erom Cordeiro – Fernando